# 1973年アルゼンチングランプリ
1973年アルゼンチングランプリ（英: 1973 Argentine Grand Prix）は、1973年のF1世界選手権の開幕戦として、1973年1月28日にブエノスアイレス・サーキットで開催された。
96周で行われたレースは、2番手からスタートしたロータスのエマーソン・フィッティパルディが優勝した。ティレルのフランソワ・セベールが2位、チームメイトのジャッキー・スチュワートが3位となった。

## エントリー
過去最多の15戦で行われる1973年シーズンは、前年に引き続きアルゼンチンGPで開幕を迎えたが、アルゼンチン国内の政情不安により一時は開催が危ぶまれ、参加台数は19台にとどまった。各チームのドライバーラインナップは大きく変更された。

### 参戦チームとドライバー
前年のコンストラクターズランキング順に記載する。安全性向上のため、第4戦スペインGPから燃料タンクの容量を250L以内とし、各車ボディの両サイドに衝撃吸収用のディフォーマブル・ストラクチャーを装備することが義務付けられる車両規定が実効されることにより、開幕の時点では多くのチームが新車の投入を見送り、前年型を使用した。
前年のチャンピオンであるロータスは、前年度王者のエマーソン・フィッティパルディに加え、マーチからロニー・ピーターソンが移籍した。
ティレルはジャッキー・スチュワートとフランソワ・セベール、マクラーレンもデニス・ハルムとピーター・レブソンのまま変わらず。
フェラーリは財政的な問題から、エースのジャッキー・イクスは残留したものの、クレイ・レガツォーニをBRMに放出せざるを得なかった。マリオ・アンドレッティはこの年、アメリカのレースに専念した。イクスのチームメイトには前年にスポット参戦したアルトゥーロ・メルツァリオが起用された。開発責任者のマウロ・フォルギエリは新車312B3のプロトタイプが最初のテストで大きな欠陥を露呈したことにより、一時的にF1チームから外された。
サーティースはマイク・ヘイルウッドが残留し、カルロス・パーチェがウィリアムズから移籍した。マシンは前年終盤に登場したTS14の改変版TS14Aを主に使用する。
マーチは活動の中心をF2に移し、F1は新人ジャン＝ピエール・ジャリエの1台体制に縮小した。マイク・ボイトラーは個人所有の721Gを引き続き使用する。
BRMはジャン＝ピエール・ベルトワーズが残留し、高額な契約金によりフェラーリからレガツォーニを招き入れ、マーチからニキ・ラウダが加わり、常時3台体制とした。主力マシンのP160を設計したトニー・サウスゲートがシャドウに去ったため、マイク・ピルビームが改良作業を引き継いだ。
ブラバムはベテランのグラハム・ヒルが去り、カルロス・ロイテマンとウィルソン・フィッティパルディが残留した。この年、ゴードン・マレーがチーフデザイナーに昇格した。
ウィリアムズは前年のイギリスGPで初登場したオリジナルマシンのFX3を改変したFX3Bで臨む。前年はコンストラクター名をスポンサーの「ポリトイ」としていたが、そのポリトイが手を引き、新たにイソとマールボロがスポンサーとなったことにより「イソ・マールボロ」と改められた。ドライバーはBRMからハウデン・ガンレイ、テクノからナンニ・ギャリが移籍してきた。
この年から参戦を開始するシャドウは次戦ブラジルGP、エンサインはスペインGPのデビューを予定していた。前年から参戦を開始したテクノは参戦計画が不透明だったが、クリス・エイモンの起用が決まった。

### タイヤ
ファイアストンは前年の終わりにF1撤退を発表したが、最終的にもう1年活動を続行することになった。ロータスとフェラーリがこの年からタイヤをグッドイヤーに変更したことにより、グッドイヤーの優位は揺るぎないものとなった。

### エントリーリスト
| チーム                                             | No. | ドライバー                     | コンストラクター | シャシー | エンジン                         | タイヤ |
| -------------------------------------------------- | --- | ------------------------------ | ---------------- | -------- | -------------------------------- | ------ |
| ジョン・プレイヤー・チーム・ロータス               | 2   | エマーソン・フィッティパルディ | ロータス         | 72D      | フォード・コスワース DFV 3.0L V8 | G      |
| ジョン・プレイヤー・チーム・ロータス               | 4   | ロニー・ピーターソン           | ロータス         | 72D      | フォード・コスワース DFV 3.0L V8 | G      |
| エルフ・チーム・ティレル                           | 6   | ジャッキー・スチュワート       | ティレル         | 005      | フォード・コスワース DFV 3.0L V8 | G      |
| エルフ・チーム・ティレル                           | 8   | フランソワ・セベール           | ティレル         | 006      | フォード・コスワース DFV 3.0L V8 | G      |
| モーターレーシング・ディベロップメンツ・リミテッド | 10  | カルロス・ロイテマン           | ブラバム         | BT37     | フォード・コスワース DFV 3.0L V8 | G      |
| モーターレーシング・ディベロップメンツ・リミテッド | 12  | ウィルソン・フィッティパルディ | ブラバム         | BT37     | フォード・コスワース DFV 3.0L V8 | G      |
| ヤードレー・チーム・マクラーレン                   | 14  | デニス・ハルム                 | マクラーレン     | M19C     | フォード・コスワース DFV 3.0L V8 | G      |
| ヤードレー・チーム・マクラーレン                   | 16  | ピーター・レブソン             | マクラーレン     | M19C     | フォード・コスワース DFV 3.0L V8 | G      |
| スクーデリア・フェラーリ SpA SEFAC                 | 18  | ジャッキー・イクス             | フェラーリ       | 312B2    | フェラーリ 001/1 3.0L F12        | G      |
| スクーデリア・フェラーリ SpA SEFAC                 | 20  | アルトゥーロ・メルツァリオ     | フェラーリ       | 312B2    | フェラーリ 001/1 3.0L F12        | G      |
| クラーク＝モーダウント＝ガスリー・レーシング       | 22  | マイク・ボイトラー             | マーチ           | 721G     | フォード・コスワース DFV 3.0L V8 | F      |
| STP・マーチ・レーシングチーム                      | 24  | ジャン＝ピエール・ジャリエ     | マーチ           | 721G     | フォード・コスワース DFV 3.0L V8 | G      |
| ブルックボンド・オクソ・チーム・サーティース       | 26  | マイク・ヘイルウッド           | サーティース     | TS14A    | フォード・コスワース DFV 3.0L V8 | F      |
| ブルックボンド・オクソ・チーム・サーティース       | 28  | カルロス・パーチェ             | サーティース     | TS14A    | フォード・コスワース DFV 3.0L V8 | F      |
| マールボロ・BRM                                    | 30  | ジャン＝ピエール・ベルトワーズ | BRM              | P160D    | BRM P142 3.0L V12                | F      |
| マールボロ・BRM                                    | 32  | クレイ・レガツォーニ           | BRM              | P160D    | BRM P142 3.0L V12                | F      |
| マールボロ・BRM                                    | 34  | ニキ・ラウダ                   | BRM              | P160C    | BRM P142 3.0L V12                | F      |
| フランク・ウィリアムズ・レーシングカーズ           | 36  | ナンニ・ギャリ                 | イソ・マールボロ | FX3B     | フォード・コスワース DFV 3.0L V8 | F      |
| フランク・ウィリアムズ・レーシングカーズ           | 38  | ハウデン・ガンレイ             | イソ・マールボロ | FX3B     | フォード・コスワース DFV 3.0L V8 | F      |
| ソース:                                            |     |                                |                  |          |                                  |        |

## 予選
BRMに移籍したばかりのクレイ・レガツォーニが非常に柔らかいファイアストンタイヤにより、エマーソン・フィッティパルディ（ロータス）に0.3秒の差でポールポジションを獲得した。ジャッキー・イクス（フェラーリ）はジャッキー・スチュワート（ティレル）に先行して3番手、ロニー・ピーターソン（ロータス）はギアボックスの問題を抱えていたが、フランソワ・セベール（ティレル）に先行して5番手となった。トップ10はジャン＝ピエール・ベルトワーズ（BRM）、デニス・ハルム（マクラーレン）、カルロス・ロイテマン（ブラバム）、マイク・ヘイルウッド（サーティース）によって形成された。

### 予選結果
| 順位    | No. | ドライバー                     | コンストラクター          | タイム  | 差    | グリッド |
| ------- | --- | ------------------------------ | ------------------------- | ------- | ----- | -------- |
| 1       | 32  | クレイ・レガツォーニ           | BRM                       | 1:10.54 | -     | 1        |
| 2       | 2   | エマーソン・フィッティパルディ | ロータス-フォード         | 1:10.84 | +0.30 | 2        |
| 3       | 18  | ジャッキー・イクス             | フェラーリ                | 1:11.01 | +0.47 | 3        |
| 4       | 6   | ジャッキー・スチュワート       | ティレル-フォード         | 1:11.03 | +0.49 | 4        |
| 5       | 4   | ロニー・ピーターソン           | ロータス-フォード         | 1:11.06 | +0.52 | 5        |
| 6       | 8   | フランソワ・セベール           | ティレル-フォード         | 1:11.46 | +0.92 | 6        |
| 7       | 30  | ジャン＝ピエール・ベルトワーズ | BRM                       | 1:11.48 | +0.94 | 7        |
| 8       | 14  | デニス・ハルム                 | マクラーレン-フォード     | 1:11.70 | +1.16 | 8        |
| 9       | 10  | カルロス・ロイテマン           | ブラバム-フォード         | 1:12.08 | +1.54 | 9        |
| 10      | 26  | マイク・ヘイルウッド           | サーティース-フォード     | 1:12.13 | +1.59 | 10       |
| 11      | 16  | ピーター・レブソン             | マクラーレン-フォード     | 1:12.22 | +1.68 | 11       |
| 12      | 12  | ウィルソン・フィッティパルディ | ブラバム-フォード         | 1:12.31 | +1.77 | 12       |
| 13      | 34  | ニキ・ラウダ                   | BRM                       | 1:12.39 | +1.85 | 13       |
| 14      | 20  | アルトゥーロ・メルツァリオ     | フェラーリ                | 1:12.54 | +2.00 | 14       |
| 15      | 28  | カルロス・パーチェ             | サーティース-フォード     | 1:12.80 | +2.26 | 15       |
| 16      | 36  | ナンニ・ギャリ                 | イソ・マールボロ-フォード | 1:13.97 | +3.43 | 16       |
| 17      | 24  | ジャン＝ピエール・ジャリエ     | マーチ-フォード           | 1:14.27 | +3.73 | 17       |
| 18      | 22  | マイク・ボイトラー             | マーチ-フォード           | 1:15.15 | +4.61 | 18       |
| 19      | 38  | ハウデン・ガンレイ             | イソ・マールボロ-フォード | 1:15.29 | +4.75 | 19       |
| ソース: |     |                                |                           |         |       |          |

## 決勝
ファイアストンタイヤを使用するポールポジションのクレイ・レガツォーニは、予選で使用したソフトタイヤを装着したままレースに臨んだ。しかし、レガツォーニはスーパーソフトタイヤで40周を走れなかった前年のカルロス・ロイテマンの例を思い出す必要があった。
フランソワ・セベールが3列目から好スタートを切り、1コーナーでエマーソン・フィッティパルディとレガツォーニに並んで首位に躍り出たが、レガツォーニは2コーナーでセベールを抜き返して首位の座を取り戻した。
レース序盤をリードしたレガツォーニだったが、タイヤの摩耗によって29周目にセベールのリードを許す。ジャッキー・スチュワートも32周目にレガツォーニを抜き、ティレルの1-2体制が出来上がった。レガツォーニは33周目にE.フィッティパルディ、34周目にロニー・ピーターソンにも抜かれていった。上位4台の順位は68周目にピーターソンがエンジントラブルでリタイアするまで変わらなかった。スチュワートはタイヤにトラブルが出始め、76周目にE.フィッティパルディに抜かれて3位に後退した。E.フィッティパルディはセベールに迫り、86周目にセベールを抜いて首位に立った。
E.フィッティパルディは開幕戦を勝利で飾った。セベールは好走を見せ、師匠スチュワートの前でフィニッシュした。シーズン初戦であったが、ロータスとティレルが他チームより一歩抜きん出ていた。以下、ジャッキー・イクスが4位、デニス・ハルムが5位、ウィルソン・フィッティパルディは6位で初ポイントを獲得した。レガツォーニは58周目にタイヤを交換して12位まで後退したが、3周遅れの7位でフィニッシュした。

### レース結果
| 順位    | No. | ドライバー                     | コンストラクター          | 周回数 | タイム/リタイア原因 | グリッド | ポイント |
| ------- | --- | ------------------------------ | ------------------------- | ------ | ------------------- | -------- | -------- |
| 1       | 2   | エマーソン・フィッティパルディ | ロータス-フォード         | 96     | 1:56:18.22          | 2        | 9        |
| 2       | 8   | フランソワ・セベール           | ティレル-フォード         | 96     | +4.69               | 6        | 6        |
| 3       | 6   | ジャッキー・スチュワート       | ティレル-フォード         | 96     | +33.19              | 4        | 4        |
| 4       | 18  | ジャッキー・イクス             | フェラーリ                | 96     | +42.57              | 3        | 3        |
| 5       | 14  | デニス・ハルム                 | マクラーレン-フォード     | 95     | +1 Lap              | 8        | 2        |
| 6       | 12  | ウィルソン・フィッティパルディ | ブラバム-フォード         | 95     | +1 Lap              | 12       | 1        |
| 7       | 32  | クレイ・レガツォーニ           | BRM                       | 93     | +3 Laps             | 1        |          |
| 8       | 16  | ピーター・レブソン             | マクラーレン-フォード     | 92     | +4 Laps             | 11       |          |
| 9       | 20  | アルトゥーロ・メルツァリオ     | フェラーリ                | 92     | +4 Laps             | 14       |          |
| 10      | 22  | マイク・ボイトラー             | マーチ-フォード           | 90     | サスペンション      | 18       |          |
| Ret     | 24  | ジャン＝ピエール・ジャリエ     | マーチ-フォード           | 84     | ラジエーター        | 17       |          |
| Ret     | 30  | ジャン＝ピエール・ベルトワーズ | BRM                       | 79     | エンジン            | 7        |          |
| NC      | 38  | ハウデン・ガンレイ             | イソ・マールボロ-フォード | 79     | 規定周回数不足      | 19       |          |
| Ret     | 4   | ロニー・ピーターソン           | ロータス-フォード         | 67     | 油圧                | 5        |          |
| Ret     | 34  | ニキ・ラウダ                   | BRM                       | 66     | 油圧                | 13       |          |
| Ret     | 10  | カルロス・ロイテマン           | ブラバム-フォード         | 16     | ギアボックス        | 9        |          |
| Ret     | 26  | マイク・ヘイルウッド           | サーティース-フォード     | 10     | ハーフシャフト      | 10       |          |
| Ret     | 28  | カルロス・パーチェ             | サーティース-フォード     | 10     | サスペンション      | 15       |          |
| Ret     | 36  | ナンニ・ギャリ                 | イソ・マールボロ-フォード | 0      | エンジン            | 16       |          |
| ソース: |     |                                |                           |        |                     |          |          |

優勝者エマーソン・フィッティパルディの平均速度
165.663 km/h (102.938 mph)
ファステストラップ
- エマーソン・フィッティパルディ - 1:11.22 (79周目)

ラップリーダー
太字は最多ラップリーダー
- クレイ・レガツォーニ - 28周 (1-28)
- フランソワ・セベール - 57周 (29-85)
- エマーソン・フィッティパルディ - 11周 (86-96)

達成された主な記録
- ドライバー
  - 初ファステストラップ: エマーソン・フィッティパルディ
  - 初入賞: ウィルソン・フィッティパルディ[18]
- コンストラクター
  - 最終ポールポジション: BRM
  - 初出走: イソ・マールボロ[19]
- エンジン
  - 最終ポールポジション: BRM

## 第1戦終了時点のランキング
| 順位    | ドライバー                     | ポイント |
| ------- | ------------------------------ | -------- |
| 1       | エマーソン・フィッティパルディ | 9        |
| 2       | フランソワ・セベール           | 6        |
| 3       | ジャッキー・スチュワート       | 4        |
| 4       | ジャッキー・イクス             | 3        |
| 5       | デニス・ハルム                 | 2        |
| ソース: |                                |          |

| 順位    | コンストラクター      | ポイント |
| ------- | --------------------- | -------- |
| 1       | ロータス-フォード     | 9        |
| 2       | ティレル-フォード     | 6        |
| 3       | フェラーリ            | 3        |
| 4       | マクラーレン-フォード | 2        |
| 5       | ブラバム-フォード     | 1        |
| ソース: |                       |          |

- 注:  トップ5のみ表示。前半8戦のうちベスト7戦及び後半7戦のうちベスト6戦がカウントされる。